# ひき逃げ
ひき逃げ／轢き逃げ（ひきにげ）は、人身事故を起こした自動車などに乗っている運転者らが必要な措置を講じることなく事故現場から逃走する犯罪行為。物損事故の場合は「当て逃げ」（あてにげ）と呼ばれる。　
俗称であり正式な法律用語ではないが、日常会話や報道では上記犯罪行為を示す言葉として使われている。英語ではHit and runであり主体が人や物にぶつけて(hit)逃走(run)する意味である(野球のヒットエンドランは二つの主体が同時に行う行為であり、本項の比喩ではない。)。

## 道路交通法の規定
第72条第1項前段では「交通事故があったときは、当該交通事故に係る車両等の運転者その他の乗務員 （中略） は、直ちに車両等の運転を停止して、負傷者を救護し、道路における危険を防止する等必要な措置を講じなければならない。」と規定されている。
「ひき逃げ（轢き逃げ）」と呼ばれるが、人を轢いた場合に限らず、車同士の衝突事故で相手が負傷した場合など人身事故になっているとき（救護義務が生じるとき）に事故現場から逃走した場合も「あて逃げ」ではなく「ひき逃げ」となる。
また「〜逃げ」となっているが、法律の条文上は「逃げる」事は構成要件には含まれない。すなわち、事故の当事者が運転を直ちに停止しないか、または救護義務、危険防止措置義務を怠ることで、犯罪が成立する。
犯罪の主体は「車両等の運転者その他の乗務員」であり、「車両等」は自動車だけでなく原動機付自転車、自転車を含む軽車両、トロリーバス、路面電車も対象であり、これらの運転者または乗務員（双方合わせて条文で「運転者等」）が主体になる。主体にならないのは歩行者（道路交通法第2条第3項により歩行者とみなされる車を含む）だけである。ここで「乗務員」とは、バス・路面電車の車掌や添乗員など車両の運行に補助的に携わっている者であり、単に同乗している者は含まれない。
道路交通法第72条は、交通事故に関係した車両等の運転者等について次のような義務を課している。
1. 直ちに運転を停止する義務（事故発生直後に現場を去らないなど）
2. 負傷者の救護義務（負傷者を安全な場所に移動し、可能な限り迅速に治療を受けさせることなど）
3. 道路上の危険防止の措置義務（二次事故の発生を予防する義務）
4. 警察官に、発生日時、死傷者・物の損壊の状況や事故後の措置、積載物を報告する義務
5. 報告を受けた警察官が必要と認めて発した場合に（通常は必ず発する）警察官が到着するまで現場に留まる命令に従う義務

これらのうち最も罰則が重いのが、人身事故に関係した車両等の運転者等が、直ちに運転を停止せず、または救護義務および危険防止措置義務を果たさない、人身事故に係る救護義務・危険防止措置義務違反である。これが「ひき逃げ」と言われる犯罪である。
ただし、事故と同時に人が明らかに即死していたような場合には、負傷者には該当しないため、負傷者の救護義務違反には問えなくなる。ただし、危険防止措置義務の懈怠により二次事故が発生し、それにより即死死体が損壊したような場合、人身事故に係る危険防止措置義務違反が成立する。
物損事故については、それに関係した車両等の運転者等が、直ちに運転を停止せず、または危険防止措置義務を果たさない、物損事故に係る危険防止措置義務違反が「あて逃げ」と言われる犯罪に当たる。
第72条の救護義務・危険防止措置義務は、第一義的には、事故当事者車両等の運転者等にだけ課せられる。事故当事者車両などに単に同乗していた者や、単に現場に居合わせた者、警察官や救急隊員には、同条による義務は課せられない（ただし警察官・救急隊員には別途、職務上の義務は課せられる場合がある）。
事故当事者車両などの運転者等が、負傷その他の理由で救護義務・危険防止措置を尽くせない場合には、救急車や救急隊員による救護の支援、あるいは警察官により代理で現場の危険防止措置が執られる場合があるが、そうでない場合に当事者の運転者などが措置義務を尽くさない場合は、同条違反の罪に当たる。

## 罰則

### ひき逃げ
自動車、原動機付自転車、トロリーバスまたは路面電車の運転者が、人身事故に係る救護義務・危険防止措置義務に違反した場合には、道路交通法第117条第1項により、5年以下の懲役または50万円以下の罰金に処される。なお、同条第2項により、人身事故が「人の死傷が当該運転者の運転に起因する」ものである場合に、救護義務・危険防止措置義務に違反した場合は、罰則は10年以下の懲役又は100万円以下の罰金となる。なお、運転者以外の「その他の乗務員」（前述参照）が犯した場合には、同法第117条の5第1項により1年以下の懲役又は10万円以下の罰金に処される。
「運転に起因する」要件とは、運転者が過失運転致死傷または危険運転致死傷に問われうる場合であり、死傷者が赤信号を無視したり追突、逆走した場合など、運転者の無過失が明らかな場合を除き、通常は第117条第2項の罪が適用となる。
自転車を含む軽車両の運転者等が人身事故に係る救護義務・危険防止措置義務に違反した場合には、同法第第117条の5第1項により、1年以下の懲役又は10万円以下の罰金に処される。
なお、第72条の義務には運転者の過失の有無や事故に対する責任の軽重・有無（後述）は要件にないため、事故の全ての当事者である運転者等に対し義務が課せられる事になる。一方の当事者の無過失が明らかな事を理由として運転者等が負傷者を救護しないことや、交通事故を届け出ないなどは許されず、道路交通法第72条の罪の成立を妨げない。また事故で死傷しなかった運転者等は当然として、負傷した運転者等であってもその容易にできうる範囲においては第72条の各義務を尽くす必要がある。

#### 罪数論
負傷者救護義務違反の罪と、過失運転致死傷罪または危険運転致死傷罪は併合罪の関係にある。また、救護義務違反の罪と保護責任者遺棄罪とは、法条競合の関係にある。単純に救護せず放置した場合は、自動車運転過失致死傷罪等と救護義務違反の罪の併合罪となる。しかしいったん事故現場で負傷者を自分の車両に乗せたが発覚を恐れて別の場所に遺棄したような場合は、救護義務違反と保護責任者遺棄（致死傷）罪は観念的競合の関係となり、両者を比較して最も重い罪により処断される。よって過失運転致死傷等と、両者いずれか重い罪との併合罪となる。これは、自動車の運転により生命への危険を及ぼした点と、新たな遺棄により生命への危険を及ぼした点とをそれぞれ別個に評価するためである。ひき逃げを行い、それにより被害者が死亡する認識を持ちながら救護せず放置したような場合には、不真正不作為犯として殺人罪（刑法199条）又は殺人未遂罪（刑法203条）となることもある。

#### 行政処分
2013年9月20日には、自動車を用いてひったくりを2度行い被害者を負傷させた者に対して、兵庫県公安委員会が「ひき逃げ」と見做し、運転免許証欠格期間10年の免許取消処分を科している。ひったくりの際に同乗していた運転免許を持たない者2人にも、救護義務違反唆しにより、欠格期間3年が科されている。また3人とも、強盗致死傷罪でも有罪判決を受けている。
行政処分の点数については、人身事故に係る救護義務・危険防止措置義務違反について、基礎点数として35点が科される。よって、事故の大小・負傷の軽重にかかわらず、必ず運転免許証は取り消されることになる（2002年5月31日までは、付加点数として10点であった）。

#### 飲酒運転に関連した厳罰化の動向について
2001年の危険運転致死傷罪の導入など飲酒運転による事故への罰則が強化されているに対し、ひき逃げの罰則が比較的軽いままであるため、事故後に一度逃走して酔いを覚ました後に出頭する、あるいは再度飲酒して事故前の飲酒の立証を防ぐといった「逃げ得」と呼ばれるケースが増えていると報道された。
これを受けて、まず救護義務違反・措置義務違反の罪自体の罰則および運転免許の行政処分が、抜本的に強化（重い処分）された。
さらに、自動車の運転により人を死傷させる行為等の処罰に関する法律（自動車運転死傷行為処罰法）の発覚免脱罪が制定され、過失運転致死傷罪または危険運転致死傷罪との併合罪とされた。
発覚免脱罪では、事故発生までのアルコールや薬物などの摂取の証跡を隠秘する目的で、現実の事故発生後に改めてアルコールや薬物を摂取したり、事故現場から逃走し隠秘したりするなどの行為が該当するが、前述の目的があればそれらに限定されない。
以上の処分強化により、飲酒運転による交通事故抑止、悪質とされる運転者の処分強化を図っている。

### あて逃げ
物損事故に係る危険防止措置義務に違反した運転者等は、道路交通法第117条の5第1項により、1年以下の懲役又は10万円以下の罰金に処される。
行政処分の点数については、物損事故に係る危険防止措置義務違反について、付加点数として5点が科される。

### 警察官への報告義務・現場待機命令
道路交通法第72条第1項後段に「交通事故が発生した日時及び場所、当該交通事故における死傷者の数及び負傷者の負傷の程度並びに損壊した物及びその損壊の程度、当該交通事故に係る車両等の積載物並びに当該交通事故について講じた措置を報告しなければならない。」と規定されており、警察官への報告義務が規定されている。
なお、報告義務の主体は第一義的には運転者であり、「乗務員」は運転者が死傷などにより報告が困難な場合にのみ、運転者に代わり義務を負う。警察官への報告義務違反は、3カ月以下の懲役又は5万円以下の罰金（同法119条10号）となる。単なる同乗者や現場に居合わせた者にはこの義務はない。
また、同法第72条第2項に「警察官が現場に到着するまで現場を去つてはならない旨を命ずることができる。」とあり、警察官が事故の報告をした運転者等に対して現場待機命令を出すことがある（通常は出される）。
現場待機命令の義務主体は、前述の報告義務の主体と同様である。現場待機命令に違反した者は5万円以下の罰金（同法120条11号の2）となる。
報告義務は憲法の自己負罪拒否特権に反するものではないと言う判例がある（自動車事故報告義務事件）。
なお、第72条第1項後段および同条第2項の規定は、電話などの隔地間の通信手段の存在を前提にしている。
罪数論としては、72条1項前段の救護義務違反の罪と報告義務違反の罪（72条1項後段）の関係につき、併合罪の関係に立つとするのが従来の判例・多数説であったが、最高裁昭和51年9月22日大法廷判決は、自然的観察のもとでは「ひき逃げ」という1個の行為であるとして、従来の判例を変更し、両者は観念的競合に当たるとした。

## 引き続き運転ができる場合
道路交通法第72条第4項に規定があり、緊急自動車、傷病者を運搬中の一般車両、さらにはバス・路面電車等が交通事故を起こした場合に、「乗務員」（この場合は車両の職務、任務または業務を遂行する目的を同一とする同乗者も含むと解される）に救護義務、危険防止措置義務、警察官への報告義務に関する措置を実施させたうえで、運転者はその運転を継続できるとされている。
通常は、車両等の損壊が著しく軽微であるような場合が想定される。運転に多少でも支障があるような損壊があれば、整備不良の違反を構成しうる。運転者本人が負傷し、怪我の手当てを受けずに運転を継続した場合も、道路交通法第66条で規定されている過労運転等禁止の違反を構成しうる。なお、法文上は、事故の態様や、人の死傷の程度については規定がない。
もっとも、緊急自動車や、傷病者を運搬中の車両については別段として、道路運送法に係るバス・路面電車等については、事故発生時には直ちに運行を中止し、運送会社に報告する内規が存在するだけでなく、衝撃吸収や逃走防止の観点から、事故の衝撃でエンジンやトランスミッション、保安機器などが大きく損傷する設計となっている車種がほとんどであるため、大型クレーン車やホイールローダー、装甲車・戦車などを除き、そのまま運転を継続することはほぼない。

## 措置妨害の禁止
道路交通法第73条に規定があり、交通事故の当事者である車両等に同乗していた者であって、運転者および乗務員（車両の運行に補助的に携わっている者）以外の者は、運転者等が交通事故に係る同法第72条の各措置義務（運転停止、負傷者救護、危険防止措置、警察官への報告および現場待機）を実施するのを妨げてはならない。違反した者は、同法第120条第1項第9号により5万円以下の罰金となる。
そもそも何人であっても第72条の措置義務違反を共同して行い、教唆し、または幇助したような場合は、同法違反の共同正犯または共犯として処罰される。本規定は、単なる同乗者が、措置義務違反の共同正犯または共犯に該当しないような態様で、運転者などの措置義務の実施を妨害した場合に適用される。例として、運転者等の意思に反して、事故直後に運転の継続を主張、要求したり、あるいは負傷者救護などを物理的にあるいは心理的に妨げるような一切の行動や言動を取ったりした場合などがある。主体は「単なる同乗者」に限られ、事故の当事者ではない単に現場に居合わせた者には本規定の適用はない。
なお、自動車等の運転者を唆して措置義務違反をさせ、又は自動車等の運転者が措置義務違反をした場合において当該違反を助ける行為をした者は、いかなる者も運転免許証の処分（免許の取消、停止、拒否または保留）の対象となる。この場合、単に現場に居合わせた者や隔地に居た者も対象となる。

## ひき逃げの捜査
ひき逃げ事故を起こした車両や運転手が逃げた場合、警察は目撃情報のほか、遺留物や監視カメラ映像から、車両の特定など捜査を行なう（「Nシステム」も参照）。だが被害者が死亡した場合を含め容疑者が特定されないまま公訴時効となるひき逃げ事件もあり、被害者遺族は時効撤廃（刑事訴訟法の改正）を求めている。

## 交通事故の範囲や損害賠償義務との関係
道路交通法第72条に定める交通事故の措置義務違反と、交通事故の定義（範囲）や事故に対する損害賠償義務とは、直接の関係はない。また前述のとおり、第72条の義務の成立に関し、運転者の過失の有無や事故に対する責任の軽重・有無は要件とはならない。
本条に定める措置義務違反は「交通事故」即ち「道路における車両等の交通に起因する人の死傷又は物の損壊」（道路交通法第67条第2項）であり、道路交通法に言う「道路」外での事故（交通事故証明書が発行されないもの）は、本義務の対象外である。また、措置義務違反の主体が「運転者またはその他の乗務員」となっており「運転」中である事が前提であるため、運転中や、運転途中の一時停止中であれば、本義務の対象となる。運転者が居ない駐停車中については争点となりうる（ただし、エンジンをかけ、または車両の動力をオンにしている間は、運転中となり得る）。
歩行者の単独事故、または歩行者同士の衝突事故も本義務の対象外である。特に、道路交通法上「歩行者」とみなされる車両（身体障害者用の車いす、歩行補助車等又は小児用の車、ショッピングカート等）同士、あるいはこれらと歩行者との事故も、本義務の対象外である。なお、リヤカーや台車等（ショッピングカートを除く）は軽車両であり、道路交通法上の道路上であれば（歩道上であっても）本義務の対象となる。